# غاري هارفي
غاري هارفي (بالإنجليزية: Gary Harvey)‏ (19 نوفمبر 1961 بكولشيستر في المملكة المتحدة - ) هو لاعب كرة قدم بريطاني في مركز الهجوم. لعب مع كولتشستر يونايتد وهارويتش وباركستون ‏.